# Tunnel de Détroit-Windsor
Le tunnel de Détroit-Windsor (Detroit–Windsor Tunnel, en anglais) est un tunnel routier à deux voies reliant la ville américaine de Détroit (Michigan) à la ville canadienne de Windsor (Ontario) sous la rivière Détroit. Sa construction été achevée en 1930.

## Présentation
La longueur du tunnel de Détroit-Windsor est de 1 573 mètres. Son point le plus bas est situé à 23 m sous la surface de la rivière.
C'est le deuxième point de passage le plus emprunté entre les États-Unis et le Canada derrière son voisin, le pont Ambassadeur. En moyenne près de 28 000 véhicules utilisent le tunnel chaque jour. La structure est conjointement possédée par les deux villes. Une étude d'association de transport de 2004 a démontré que 150 000 travailleurs dans la région et 13 milliards de dollars US dans la production annuelle dépendent du passage des frontières internationales de Détroit et Windsor.
Un bus de la compagnie Transit Windsor assure le passage pour les piétons.

### Ventilation
Les niveaux supérieurs et inférieurs du tunnel sont utilisés pour l'air. Des tours de ventilation de 100 pieds  à chaque extrémité du tunnel produisent une ventilation.

## Galerie

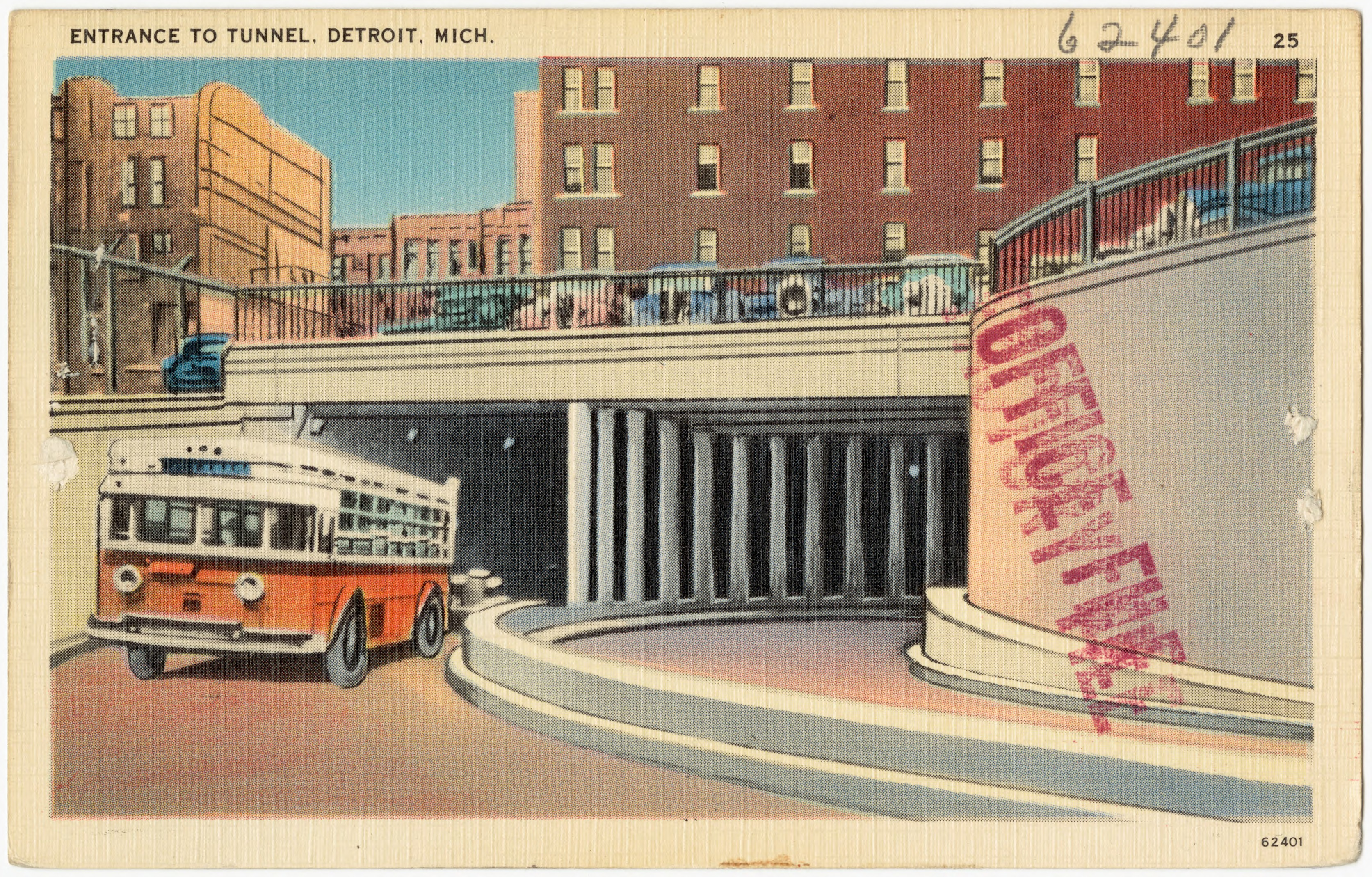
Ancienne carte postale.
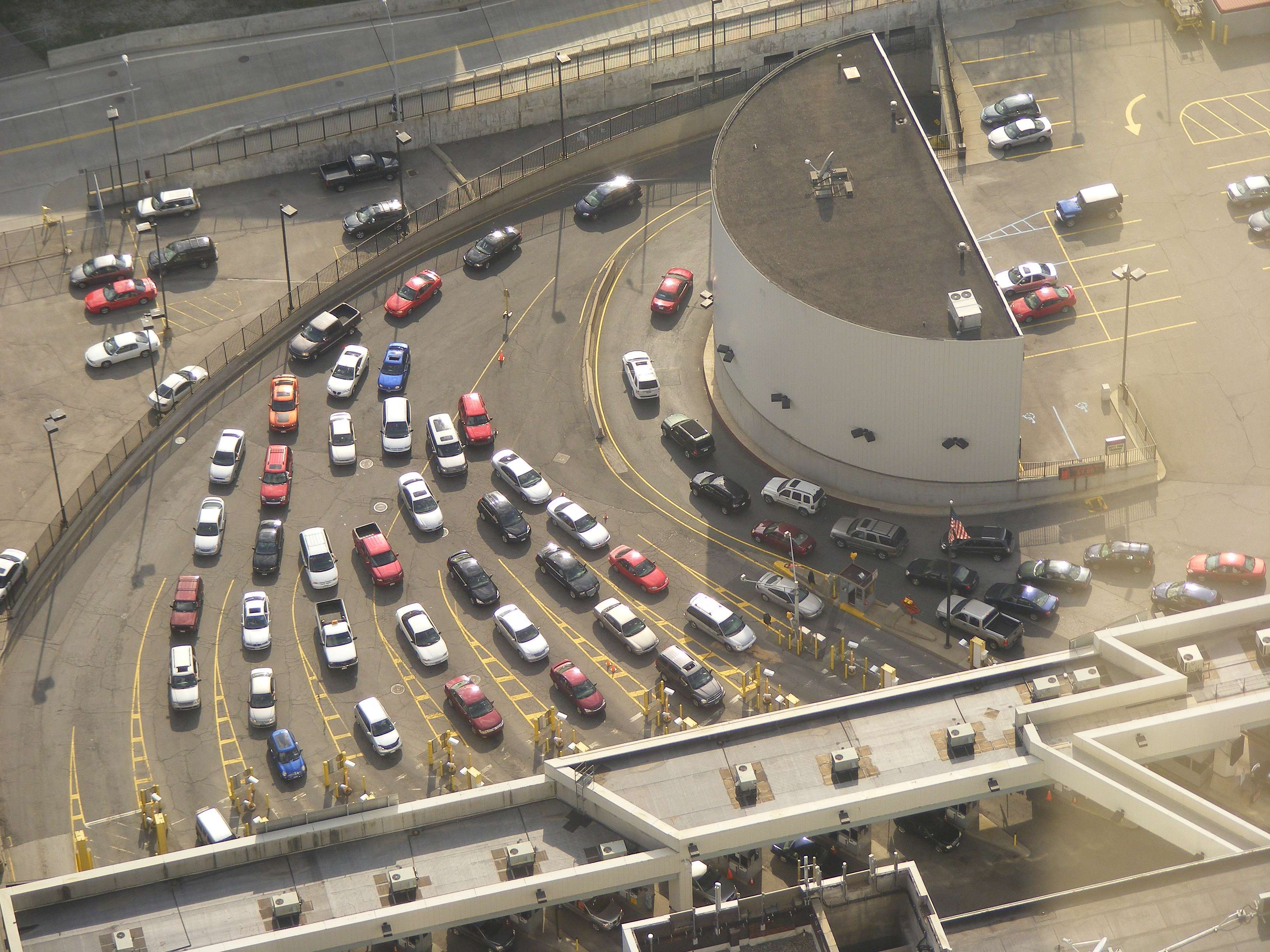
Entrée côté américain.
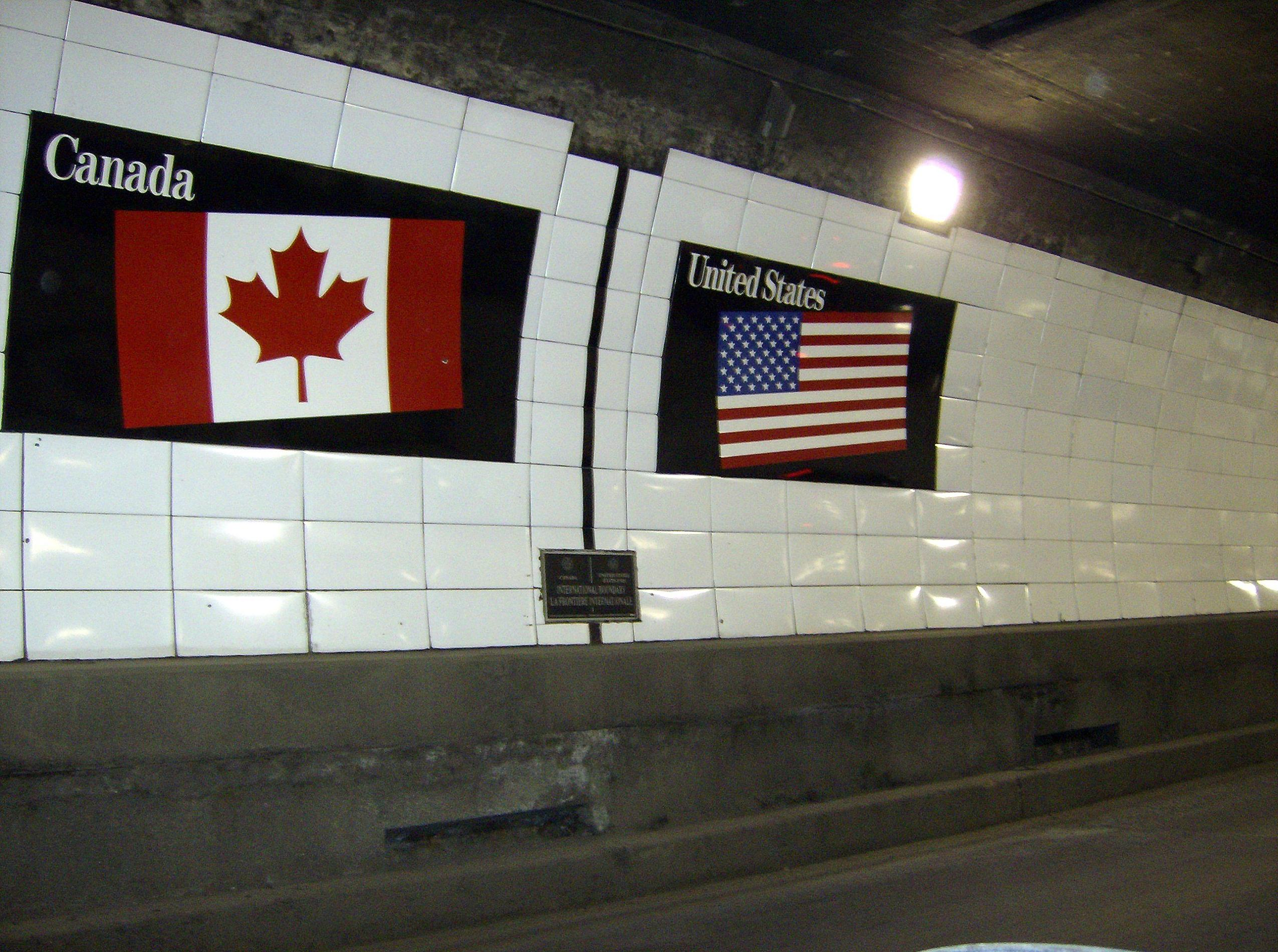
Marquage de la frontière.